# Castello di Punta Ala
Il castello di Punta Ala, noto anche come torre di Troia Nuova, si trova alla sommità del promontorio che domina, da sud-est, l'omonima località del comune di Castiglione della Pescaia.

## Storia
La fortificazione fu fatta costruire attorno alla metà del Cinquecento, tra il 1562 e il 1563, da Cosimo I de' Medici per difendere il tratto costiero del Granducato di Toscana da eventuali minacce via mare. Il complesso difensivo sorse come torre, e fu all'epoca chiamata torre di Troia Nuova per distinguerla dalla vicina torre di Troia Vecchia che si trovava sull'isolotto dello Sparviero situato di fronte alla linea di costa.
La costruzione si trovava non lontano dal confine con il Principato di Piombino, nella cui giurisdizione rientrava, invece, la vicina torre Hidalgo e la medesima torre degli Appiani sull'isolotto dello Sparviero, situato proprio di fronte a questo tratto di costa.
Nel 1707 vi fu costruita la cappella di Sant'Antonio.
L'edificio venne ristrutturato profondamente dai Lorena nella seconda metà del Settecento: nel 1788 il complesso difensivo assunse l'attuale aspetto di castello che lo contraddistingue.
Nel corso del secolo successivo la fortificazione costiera fu trasformata in abitazione privata e, nel 1932, divenne la residenza di Italo Balbo.
Il castello sorge su un baluardo poligonale racchiuso da cortine murarie. Il complesso si sviluppa lungo una planimetria ad U, sulla quale si articola il corpo di fabbrica principale disposto su due livelli, con un possente basamento a scarpa in pietra con bugne angolari. Il corpo di fabbrica principale, sviluppandosi ad U, si articola attorno alla torre centrale a sezione quadrata, che costituisce la primitiva struttura difensiva costiera.
La torre presenta un'altezza maggiore rispetto al rimanente complesso, con il portale d'ingresso rettangolare architravato e modanato che si apre al piano rialzato ed è preceduto da una lunga e caratteristica rampa di scale esterna, che originariamente culminava con un ponte levatoio di sicurezza. La parte alta della torre, che originariamente presentava una merlatura sommitale che delimitava un ballatoio coperto da un tetto a quattro fornici, è stata modificata durante i lavori di ristrutturazione del primo Novecento, quando venne realizzata una terrazza al posto dell'originario ballatoio, che è rimasta delimitata esternamente dai alcuni merli sommitali modificati.
Dal castello era possibile comunicare con la torre Hidalgo a nord-ovest, con la torre di Cala Galera a sud-est e con la torre degli Appiani sull'isolotto dello Sparviero, tutte quante ancora oggi ben visibili dalla sommità della torre.